# Завод имени Шаумяна - Реклама "Gummy Bear поздравляет с Службу Горючего" (2010-2011)
Реклама "Gummy Bear поздравляет с Службу Горючего - Песня старухи Шапокляк (Кто людям помогает) (из мультфильма "Крокодил Гена") (Переделанная песня)", транслировался в 2010-2011 годах Сайт: https://zao-zish.ru/
1. ↑  Производство смазочных материалов — ООО « Производство Завод имени Шаумяна». Дата обращения: 16 августа 2025.